# Jeremi Wiśniowiecki
Jeremi Michał Korybut Wiśniowiecki (Lubny, 17 augustus 1612 - Pawołocz, 20 augustus 1651), bijgenaamd de Hamer van de Kozakken en IJzeren hand, was prins van Wiśniowiects, Lubny en Chorol. Ook was hij de vader van koning Michaël I. Wiśniowiecki was een controversiële militaire commandant die bekend stond om zijn meedogenloze acties tegen de Chmelnytsky-opstand.

## Biografie

### 1612-1632: Geboorte en opkomst als magnaat

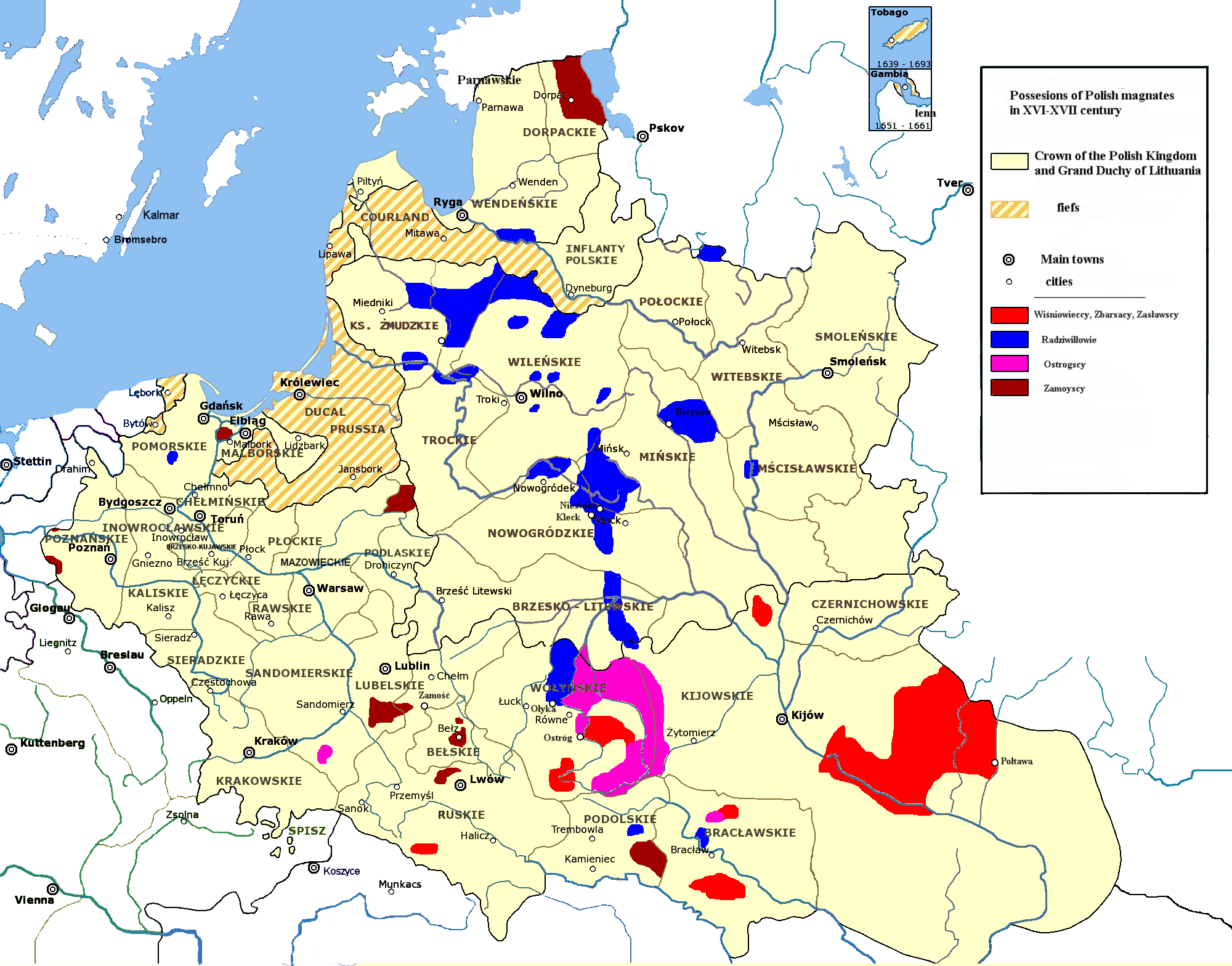
Verdeling van het grondgebied van de machtigste Pools-Litouwse magnaten. Wiśniowiecki in het rood.

Jeremi Wiśniowiecki werd in een Litouws-Roetheense adellijke familie geboren en droeg het clanwapen van Korybut. Zijn vader was Michał Wiśniowiecki, een prins die kort na de geboorte van Wiśniowiecki, in 1616 overleed. Zijn moeder was de dochter van de Moldavische prins Ieremia Movilă en stierf in 1619. Hoewel zijn ouders Oosters-orthodox waren, werd Wiśniowiecki door zijn oom rooms-katholiek opgevoed.
Jeremi Wiśniowiecki werd op een Jezuïetenschool in Lwów onderwezen en studeerde in 1629 kort aan de Universiteit van Bologna. Wiśniowiecki verwierf enige militaire ervaring in de Nederlanden. Hij werd onder de bescherming van zijn oom een van de jongste magnaten in het Pools-Litouwse Gemenebest en werd de rijkste Poolse magnaat van die tijd nadat hij in 1631 de bezittingen van zijn vader overnam. Op dat moment bezat Wiśniowiecki ongeveer 7500 landgoederen in de provincie Kiev en bijna heel het Poltava-gebied. Zo'n 230,000 boeren leefden onder zijn gezag
Wiśniowiecki bekeerde in 1632 tot het katholicisme. De Orthodoxe kerk was bang om een machtige beschermheer te verliezen en bisschop Isaiah Kopinsky slaagde er niet in om hem van gedachten te veranderen. Ondanks zijn bekering onderhield hij goede banden met de Orthodoxe kerk.

### 1632-1634: Smolenskoorlog
Jeremi Wiśniowiecki nam deel aan verschillende slagen in deze oorlog, waaronder het beleg van Putyvl, en veroverde Rylsk en Sevsk. Het jaar daarop voerde hij het bevel over een privéleger van 4000 manschappen binnen de legermacht van Adam Kisiel. Omdat hij het grootse deel van het leger aanvoerde had hij als junior-officier veel invloed op de militaire campagne. Na het eindde van de oorlog keerde Wiśniowiecki in mei 1634 terug naar Lubny. Hij ontving voor zijn aandeel in de oorlog lof van Wladislaus Wasa en mocht zicht kort daarna kastelein van Kiev noemen.

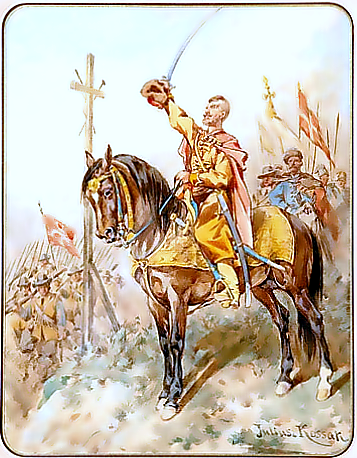
Jeremi Wiśniowiecki, door Juliusz Kossak

### 1634-1648: Periode van (politieke) onrust
Na de oorlog heeft Jeremi Wiśniowiecki zijn privéleger gebruikt om andere magnaten en edellieden van hun land en macht te beroven. Door sterkte tegenstanders uit te schakelen stonden bondgenoten bij hem in het krijt. Het gebeurde regelmatig dat families hun landerijen aan Wiśniowiecki verkochten om zo hun schuld af te lossen.
Wiśniowiecki was tussen 1635–1646 een afgevaardigde in het Sejm, maar distantieerde zich van het hof nadat het Sejm tegen een huwelijk tussen zijn zus en Wladislaus Wasa had uitgesproken.  Hij trouwde op 27 februari 1639 met Gryzelda Zamoyska, dochter van kanselier Tomasz Zamoyski. Rond deze periode was hij betrokken in een politiek debat over adellijke titels, met name de titel van prins (kniaź). Het debat ging over de vraag of oude en nieuwe adellijke titels erkend moeten worden. Hij slaagde erin om met succes de oude titels, waaronder die van zijn familie, te verdedigen en wist er bovendien voor te zorgen dat de nieuwe adellijke titels werden opgeheven. Dit politieke succes bezorgde hem een vijand in de vorm van een andere machtige magnaat: Jerzy Ossoliński.
Wiśniowiecki vocht vanaf juni 1638 aan het hoofd van 4.000 manschappen tegen de Wiśniowiecki-opstand en versloeg de Kozakken in de slag om Zhovnyn.
Jeremi Wiśniowiecki diende in 1640 en 1642 in de rol van commissaris om grensgeschillen in het oosten en zuiden te onderzoeken. In 1641 overleed zijn oom en werd hij de oudste man in zijn familie. Hij erfde de laatst overgebleven landgoederen in familiebezit, maar raakte vervolgens verwikkeld in een jaar lang conflict met Aleksander Radziwiłł, die het geërfde land had opgeëist. Het geschil werd uiteindelijk in het voordeel van Wiśniowiecki beslecht.
Wiśniowiecki vocht tussen 1640 en 1646 tegen de Krim-Tataren en versloeg in 1644 samen met Stanisław Koniecpolski de Tartaren in de slag om Ochmatów. Hij nam dat jaar bezit van het betwiste landgoed van Rumno nadat valse geruchten over de dood van haar eigenaar werden verspreid. Voor deze daad stond hem mogelijk verbanning te wachten, maar vanwege de invloed en macht van Wiśniowiecki durfde de koning deze gerechtelijke uitspraak niet af te dwingen. Na verschillende discussies in de lokale Sejmiks en het Sejm won Wiśniowiecki deze zaak en werd hem het recht over Rumno verleend.
Jeremi Wiśniowiecki werd na de dood van Koniecpolski op 4 april 1646 benoemd tot Woiwode van Roethenië en veroverde vervolgens Hadziacz, dat door de zoon van Koniecpolski was opgeëist. Een jaar later werd Wiśniowiecki gedwongen om de stad terug te geven. Omdat hij tot woiwode was benoemd kreeg hij automatisch het senatorschap. Wiśniowiecki was de derde persoon in zijn familie die zichzelf senator mocht noemen. Ondanks deze privilege gebruikte Wiśniowiecki zijn politieke macht om een stokje te steken voor de plannen van de koning om een oorlog tegen het Ottomaanse Rijk te beginnen. De aanbieding van de prestigieuze positie van Hetman kon hem niet van gedachten veranderden.
Wiśniowiecki raakte in de herfst van 1646 opnieuw beland in een politiek schandaal toen hij het leegstaande Starostwo Kaniowskie van de recentelijk verbannen Samuel Łaszcz toe-eigende. Ook hier werd zijn veroordeling voor verbanning niet bekrachtigd. Aan het einde van het jaar richtte hij een 25.000 man sterk leger op. Hedendaagse historici weten niet zeker wat de reden voor deze (onnodige) machtsvertoon was, aangezien Wiśniowiecki op dat moment niet verwikkeld was in een militair conflict.

### 1648–1651: De Chmelnytsky-opstand
Hij was niet verslagen, maar heeft ook niet gezegevierd, en daardoor maakte hij de kans op vrede moeilijker.
— Władysław Konopczyński, historicus

Jeremi Wiśniowiecki vocht tussen 1648 en 1651 in de Chmelnytsky-opstand. Hij begon in 1648 aan het hoofd van een 6000 man sterk privéleger met een grote terugtocht via  Chernihiv, Liubech, Brahin, Mazyr, Zhytomir, Pohrebyshche en arriveerde uiteindelijk in Zbarazh. Zijn leger trok veel vluchtelingen aan, waaronder edellieden, priesters en joden. Wiśniowiecki werd tijdens deze terugtocht berucht om zijn Szlachta terreur-tactieken tegen de Kozakken. Zijn leger was verantwoordelijk voor de moord en de marteling van Kozakken, boeren, vrouwen en zelfs kinderen. De wreedheid van Wiśniowiecki bezorgde hem een heldenstatus onder de Polen, maar verslechterde tegelijk de banden met de Oekraïners en bemoeilijkte daardoor een politiek dialoog voor een bestand.
Tussen augustus en het einde van 1648 was zijn rol in het conflict beperkt. Hij werd met steun van de inwoners van Lwów benoemd tot regimentarz. Kort na deze benoeming besloot hij zijn krijgsmacht naar het Fort van Zamość terug te trekken, waardoor Lwów onverdedigd achterbleef. De Kozakken werden echter omgekocht en besloten voor de winter om zich ook terug te trekken, waardoor de stad gespaard bleef. Tijdens de opstand bleef Wiśniowiecki een terreurbewind uitoefenen. Zo schroomde hij er niet voor om mensen om de geringste verdenking van ongehoorzaamheid te martelen of zelfs te vermoorden.

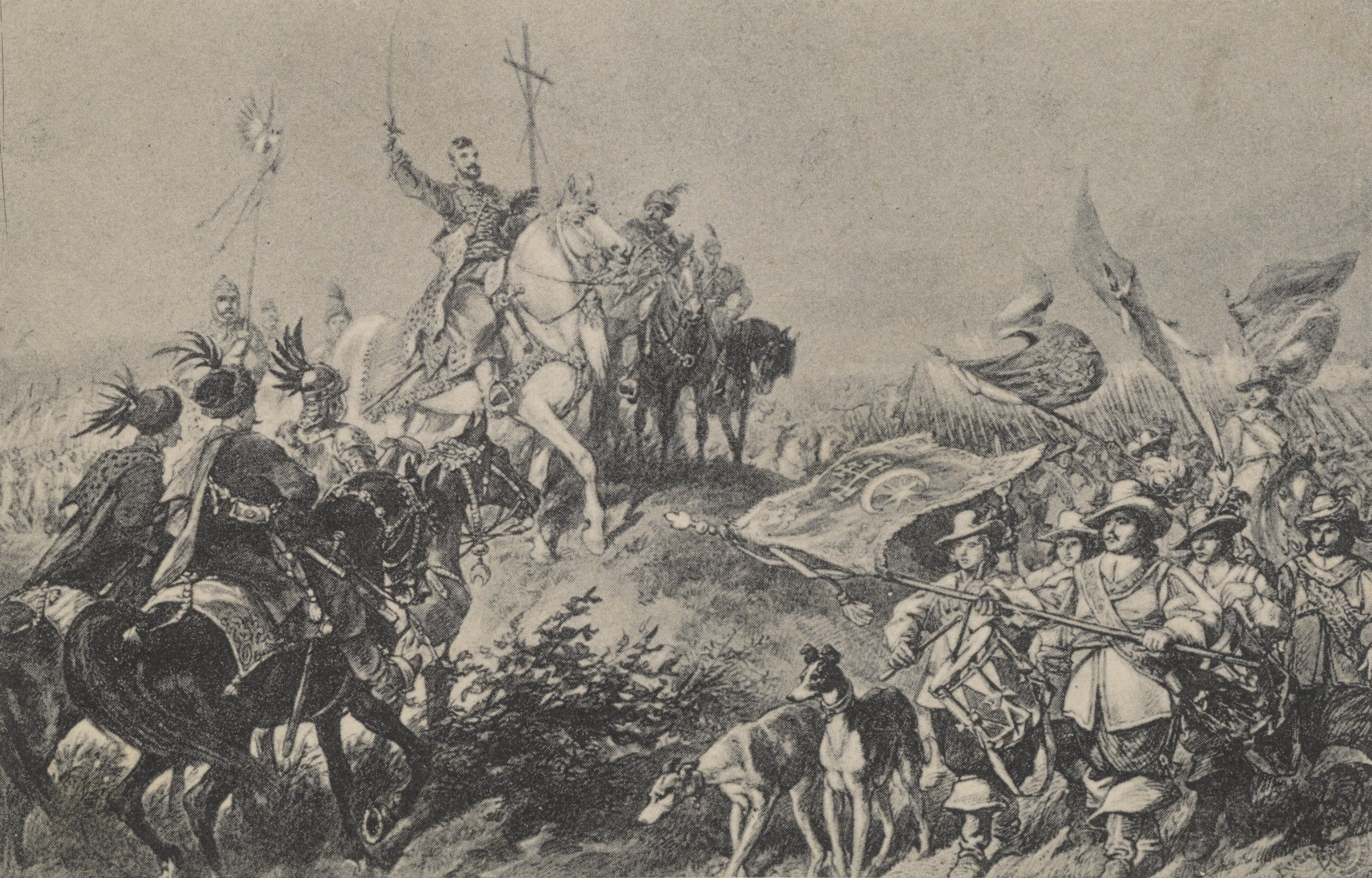
Jeremi Wiśniowiecki in Lubny in 1648, door Juliusz Kossak

In 1649 stond Jeremi Wiśniowiecki voor een politiek dilemma. Hij had zich verzet tegen de nominatie van Jan II Casimir Wasa als nieuwe koning, waardoor hij de felbegeerde positie van hetman misliep. Wel kreeg hij na twee dagen lang debatteren een officieel document waarin stond dat zijn macht te vergelijken was met die van een hetman. Wiśniowiecki wilde zijn militaire macht uitbreiden maar werd gemarginaliseerd door de facties die zich hadden ingezet voor een vredesverdrag met de Kozakken. Nadat Jan II Casimir koning werd, verloor Wiśniowiecki in februari 1649 zijn titel van regimentarz, waardoor hij geen officiële militaire rang binnen de Pools-Litouwse strijdkrachten meer bekleedde.
Op dat moment waren de meeste van zijn landgoederen veroverd door de Kozakken. Toch wist Wiśniowiecki een privéleger van 3000 manschappen bij elkaar te rapen en vertrok naar Zbarazh. Aldaar werd hem het officiële bevel over de troepen aangeboden, maar hij weigerde dit aanbod. Toch zijn historici het erover eens dat hij de onofficiële bevelvoerder van dit leger was. Wiśniowiecki werd aan het hoofd van 15.000 manschappen in het beleg van Zbarazh omsingeld door een kozakkenleger van 80.000 man. Door verraad van de belangrijkste bondgenoot van Bohdan Chmelnytsky, İslâm III Giray, werden de Polen gered van een tactische militaire nederlaag. Voor zijn aandeel in de verdediging van Zbarazh werd hem door de nieuwe koning starostwo przasnyskie geschonken. Een relatief kleine beloning.
Om hem toch als bondgenoot te houden schonk de koning in december dat jaar de tijdelijke rang van hetman en verschillende landerijen. Wiśniowiecki moest deze titel in april 1650 wel teruggeven aan Mikołaj Potocki, die kort daarvoor door de Kozakken was vrijgelaten. Wiśniowiecki maakte die maand handig gebruik van de spanningen met het Grootvorstendom Moskou en wist een resolutie in de Sejm af te dwingen, waardoor het mogelijk was om zijn leger uit te breiden naar 51.000 manschappen.

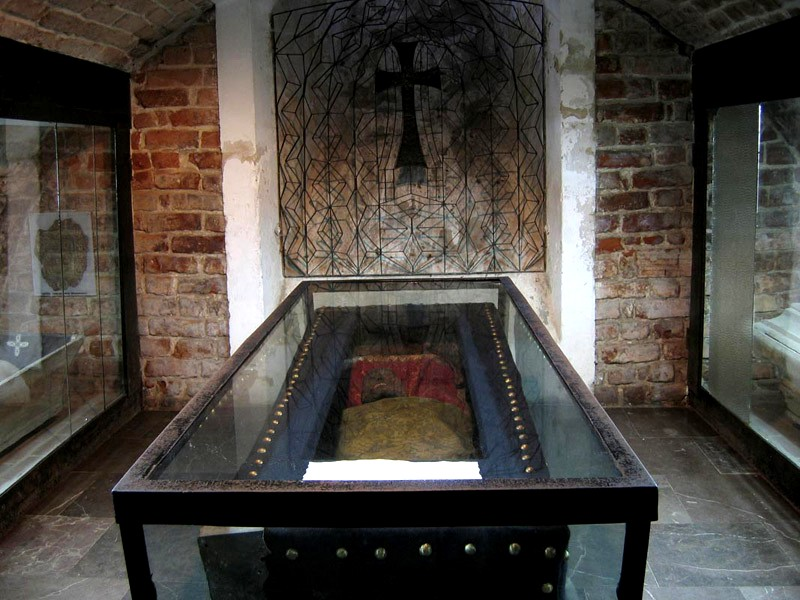
Glazen doodskist met daarin het onwaarschijnlijke stoffelijke overschot van Jeremi Wiśniowiecki

Op 1 juni 1651 verplaatste hij zijn privéleger naar Sokal en versloeg de Kozakken in de slag om Berestechko. Op 14 augustus 1651 werd Wiśniowiecki in een legerkamp geveld door Cholera of dysenterie en stief op 20 augustus 1651. Na een ceremoniële uitvaart waar het hele leger bij aanwezig was, werd zijn stoffelijke overschot naar zijn residentie gebracht. Zijn familie was echter niet in staat om hem een begrafenis naar zijn status te geven. Wiśniowiecki werd in het klooster van Łysa Góra begraven, maar zijn stoffelijke overschot is waarschijnlijk in 1777 in een brand verloren gegaan.
Toch kan men tegenwoordig in dit klooster een gemummificeerd stoffelijk overschot in een glazen kist met zijn naam bezichtigen. Forensisch medisch onderzoek in 1980 heeft aangetoond dat het stoffelijke overschot van iemand is die een hogere status dan de prins genoot en bovendien een hogere leeftijd had bereikt. Deze persoon leefde waarschijnlijk wel in dezelfde historische periode.
Ook zou zijn stoffelijk overschot zich in de crypte van het bisschoppelijk kasteel van Bodzentyn in een glazen kist bevinden.

## Nalatenschap
Jeremi Wiśniowiecki werd geroemd door de Poolse edellieden, dichters en vroege historici van zijn tijd. Zo ging hij de annalen in als verdediger van de Poolse traditie, een patriot en bekwaam militair commandant. Ook werd hij door joodse historici geprezen voor zijn rol als beschermer van de burgerbevolking, waaronder joden, tijdens de Chmelnytsky-opstand.
Hij staat naast elf andere sculpturen van beroemde historische figuren in de ridderzaal van het Koninklijk Kasteel in Warschau afgebeeld. Vanaf de 19e eeuw begon zijn heldenstatus echter af te nemen, met steeds meer historici die zijn leven begonnen te herinterpreteren. Sommige Poolse historici hebben hem zelf bekritiseerd.